# Эртан, Семра
Семра Эртан (тур. Semra Ertan, 31 мая 1956 — 26 мая 1982) — турецкая писательница, иммигрировавшая в Германию и совершившая самосожжение в знак протеста против ксенофобии в отношении проживающих в Германии турок.

## Биография
Родилась 31 мая 1956 года в Мерсине. Её родители Гани и Вехбие Билиры были трудовыми мигрантами, которые работали в немецких городах Кель и Ганновер. В 15 лет Семра переехала в Германию, вскоре за ней последовали её сёстры. Семра работала переводчицей, также писала лирические поэмы и политическую сатиру. Одной из наиболее известных работ Семры является поэма «Меня зовут иностранец» (нем. Mein Name ist Ausländer"), она вошла в турецкие учебники. В других работах Семры, опубликованных в Германии, рассматривается «эмоциональные и физические эффекты, которые одиночество, изоляция, а также отчуждение оказывают на иммигрантов».
За несколько дней до своего 26-го дня рождения Семра позвонила на радиостанцию «Norddeutscher Rundfunk» и заявила, что намерена сжечь себя в знак протеста против растущей в Германии ксенофобии. Семра совершила самосожжение в Гамбурге на пересечении улиц Simon-von-Utrecht-Strasse и Detlef-Bremer-Straße. Рано утром она подожгла себя, облившись перед этим 5 литрами бензина, которые купила на автозаправке.
Первую помощь Семре оказал оказавшийся недалеко от места происшествия отряд полиции. Она была доставлена в больницу, но скончалась от сильных ожогов.
Данные статистики, а также социологические исследования подтвердили мнение Семры об увеличении уровня ксенофобии в Германии. В ноябре 1978 года 39 % граждан ФРГ хотели, чтобы мигранты вернулись к себе на родину, а за два месяца до самоубийства Семры Эртан с этим мнением были согласны 68 %. Кроме того, в 1982 году насилие против иностранных граждан стало в ФРГ распространённым явлением. Более того, мигранты были исключены из социальной жизни, а немцы как могли избегали с ними контактов. По мере увеличения в ФРГ нехватки жилья, а также уровня безработицы мигранты стали восприниматься немцами как экономические конкуренты.

## Память
По словам немецкого писателя Стена Надольного, на создание романа Selim oder Die Gabe der Rede (Селим или дар речи) его толкнуло самоубийство Эртан. Образ главной героини произведения, девушки Айше, вдохновлён Эртан. Немецкий журналист Гюнтер Вальраф посвятил inter alia Эртан свою книгу Ganz unten (Нижайшие из низших), в ней изнутри был описана жизнь турецких трудовых мигрантов в Германии. В 2013 году Джана Билир-Мейер сняла документальный фильм Semra Ertan, он был показан на кинофестивале в Оберхаузене и получил премию «Innovative Film Award» на фестивале «YOUKI International Youth Media Festival Austria»